# Peter Klein (Leichtathlet)
Peter Klein (* 21. Februar 1959 in Schötmar, Kreis Lemgo) ist ein ehemaliger deutscher Leichtathlet.
Er war Olympiateilnehmer, der für die Bundesrepublik startend bei den Europameisterschaften 1982 die Bronzemedaille mit der deutschen 4-mal-100-Meter-Staffel gewann. Peter Klein war mit Ausnahme der Weltmeisterschaften 1983 von 1982 bis 1990 Teilnehmer aller Welt- und Europameisterschaften sowie Olympischen Spiele, jedoch ohne weiteren Medaillenerfolg.
Peter Klein gehörte dem Sportverein SV Salamander Kornwestheim an. In seiner Wettkampfzeit war er 1,76 m groß und 75 kg schwer.

## Teilnahme an internationalen Höhepunkten
- 1982: Europameisterschaften: Platz 3 mit der 4-mal-100-Meter-Staffel (38,71 s: Christian Zirkelbach, Christian Haas, Peter Klein, Erwin Skamrahl); 200-Meter-Lauf: im Vorlauf ausgeschieden
- 1984: Olympische Spiele: Platz 5 mit der 4-mal-100-Meter-Staffel (38,99 s)
- 1986: Europameisterschaften, 4-mal-100-Meter-Staffel: im Vorlauf ausgeschieden
- 1987: Weltmeisterschaften: 200-Meter-Lauf: im Zwischenlauf ausgeschieden
- 1988: Olympische Spiele: Platz 6 mit der 4-mal-100-Meter-Staffel (38,55 s)
- 1990: Europameisterschaften: im 100-Meter-Vorlauf ausgeschieden; im 200-Meter-Zwischenlauf ausgeschieden.